# Finn Lied

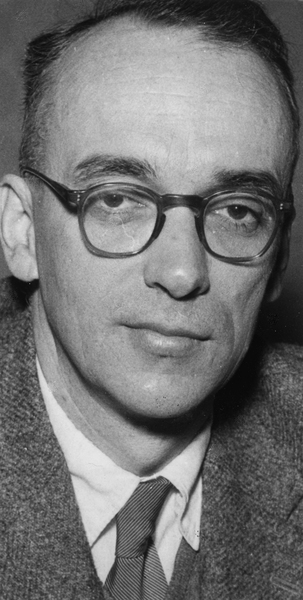
Finn Lied

Finn Lied (* 12. April 1916 in Fana, Bergen, Fylke Hordaland; † 10. Oktober 2014) war ein norwegischer Wirtschaftsmanager und Politiker der Arbeiderpartiet, der zwischen 1971 und 1972 Industrieminister in der ersten Regierung von Ministerpräsident Trygve Bratteli war. Später war er von 1974 bis 1984 Vorstandsvorsitzender des Erdölkonzerns Statoil.

## Leben

### Heeresoffizier und Direktor des Militärischen Forschungsinstituts FFI
Lied, Sohn des Apothekers Sigvald Lied und der Pharmazeutin Astri Schjøtt, begann nach dem Schulbesuch 1936 ein Studium der Ingenieurwissenschaften, das er während des Zweiten Weltkrieges unterbrach, um in die Streitkräfte (Forsvaret) einzutreten. Nach einer Offiziersausbildung im Vereinigten Königreich von 1942 bis 1943 versah er zwischen 1944 und 1945 als Hauptmann im Heer seinen Dienst.
Nach Kriegsende setzte Lied sein Studium an der Norwegischen Technischen Hochschule NTH (Norges Tekniske Høgskole) fort, das er 1946 als Ingenieur abschloss. Im Anschluss war er zwischen 1946 und 1951 Forschungsstipendiat am Forsvarets forskningsinstitutt (FFI), eine dem Verteidigungsministerium unterstehende Institution für militärische Forschung. Während dieser Zeit absolvierte er von 1946 bis 1947 sowie erneut zwischen 1952 und 1953 Studienaufenthalte in Großbritannien.
Nach seiner Rückkehr war Lied zunächst Forschungsleiter des FFI, ehe er zwischen 1957 und seinem Eintritt in den Ruhestand 1983 Direktor des Forsvarets Forskningsinstitutt war. Des Weiteren war er von 1958 bis 1963 Vorsitzender des Rates des Technischen Zentrums des Supreme Headquarters Allied Powers Europe (SHAPE) der NATO in Mons sowie zugleich zwischen 1960 und 1971 erstmals Vorsitzender des Instituts für Atomenergie IFA (Institutt for Atomenergi). Gleichzeitig fungierte er von 1966 bis 1969 als Vorsitzender der Verteidigungsforschungsgruppe der NATO sowie zwischen 1967 und 1970 auch Vorsitzender der Beratungsgruppe für Raumfahrtforschung und Entwicklung AGARD.
Für seine wissenschaftlichen Verdienste wurde er 1968 Mitglied der Norwegischen Akademie der Technischen Wissenschaften (Norges Tekniske Videnskapsakademi) in Trondheim sowie 1971 Mitglied der Norwegischen Akademie der Wissenschaften DNVA (Det Norske Videnskaps-Akademi).

### Industrieminister 1971 bis 1972 und Vorstandsvorsitzender von Statoil
Am 17. März 1971 wurde Lied von Ministerpräsident Trygve Bratteli als Industrieminister (Industrieminister) in dessen erste Regierung berufen, der er bis zum Ende von Brattelis Amtszeit am 18. Oktober 1972 angehörte. Kommissarischer Industrieminister war zwischenzeitlich vom 24. September bis 4. November 1971 war Handels- und Schifffahrtsminister Per Kleppe.
Er war zwischen 1979 und 1986 erneut Vorsitzender des Instituts für Atomenergie, das 1980 in Institut für Energietechnik IFE (Institutt for energiteknikk) umbenannt wurde.
Nach seinem Ausscheiden aus der Regierung übernahm Lied zahlreiche Funktionen in der Wirtschaft und war zwischen 1974 und 1984 Vorstandsvorsitzender des Energiekonzerns Statoil (Den norske stats oljeselskap). Er war auch von 1976 bis 1978 Vorsitzender der Polytechnischen Vereinigung (Polyteknisk Forening). Ferner war er zwischen 1977 und 1978 Vorstandsvorsitzender des Unterhaltungselektronikherstellers A/S Tandbergs Radiofabrikk sowie von 1980 bis 1995 Vorstandsvorsitzender von Simrad A/S, ein Unternehmen, das sich mit Fischfang- und Fischortungstechnik befasst und sich insbesondere seit 1953 mit der Entwicklung von Sonarsystemen beschäftigte.
Darüber hinaus wurde er 1979 Vorsitzender des Ausschusses zur Überprüfung von Strukturproblemen und Wachstumschancen der norwegischen Industrie und war von 1979 bis 1985 auch Vorsitzender des Komitees für Energieforschung des Norwegischen Technisch-Naturwissenschaftlichen Forschungsrates. Daneben war zwischen 1980 und 1982 auch Vorstandsvorsitzender von Norsk Olje A/S sowie anschließend von 1982 bis 1983 Vorsitzender des Prüfungsausschusses für Satellitenfernerkundung sowie anschließend zwischen 1984 und 1988 Vorsitzender des Kontrollrates für das Kabelnetz.
Weiterhin fungierte er von 1985 bis 1986 als Vorsitzender des Komitees für Raumfahrtpolitik sowie zwischen 1985 und 1986 als Vorsitzender des Rates der Staatlichen Telekommunikationsverwaltung. Zuletzt war er von 1985 bis 1995 Vorstandsvorsitzender von Rana Invest.

### Ehrungen und Auszeichnungen
Für seine langjährigen weiteren Verdienste wurde er 1980 Kommandeur des Sankt-Olav-Ordens und 1982 Honorary Knight Commander des Royal Victorian Order. Daneben erhielt er 1983 die Verteidigungsmedaille mit Lorbeerblättern und wurde ebenfalls 1983 Auswärtiges Mitglied der Königlichen Schwedischen Akademie der Ingenieurwissenschaften (Kungliga Ingenjörsvetenskapsakademien).
1987 wurde ihm die Goldmedaille des Norwegischen Sportverbandes und Olympischen und paralympischen Komitees NIF (Norges idrettsforbund og olympiske og paralympiske komité) verliehen. Außerdem wurde er 1986 Ehrenmitglied der Norwegischen Erdölvereinigung sowie 1989 auch Ehrenmitglied der Polytechnischen Vereinigung.

## Veröffentlichung
- Strukturproblemer og vekstmuligheter i norsk industri, 1979